# Spirama ochrithorax
Spirama ochrithorax là một loài bướm đêm trong họ Erebidae.